# Hyundai QarmaQ Concept
O QarmaQ Concept é um protótipo de veículo utilitário esportivo apresentado pela Hyundai no Salão de Genebra de 2007.